# Saint-Basile (Nuevo Brunswick)
Saint-Basile es una parroquia canadiense situada en la provincia de Nuevo Brunswick.

## Superficie
Saint-Basile tiene una superficie de 129,96 km².

## Demografía
En 2021, tenía 736 habitantes, una densidad poblacional de 5,7 hab./km², y 342 viviendas.